# Jatropha isabellei
Jatropha isabellei är en törelväxtart som beskrevs av Johannes Müller Argoviensis. Jatropha isabellei ingår i släktet Jatropha och familjen törelväxter. Inga underarter finns listade i Catalogue of Life.